# Martin Johnsrud Sundby
Martin Johnsrud Sundby (* 26. září 1984, Oslo) je norský reprezentant v běhu na lyžích.

## Největší úspěchy
- ZOH 2010 – 2. místo ve štafetě 4 × 10 km
- ZOH 2014 – 3. místo ve skiatlonu (15 + 15 km)
- trojnásobný medailista z MS – ve štafetě (1. místo) a v běhu na 15 km klasicky (3. místo) z Oslo 2011, ve skiatlonu (2. místo) z Val di Fiemme 2013
- celkový vítěz Tour de Ski 2013/14
- celkový vítěz Tour de Ski 2015/16
- celkový vítěz Ruka Triple 2013 (miniseriál tří závodů započítávaný do SP)
- vyhrál v kariéře další 2 závody SP

1. 30.11.2008 v Kuusamu (15 km K)
2. 24.11.2012 v Gällivare (15 km V)